# ماريا بيل
ماريا بيل (بالإنجليزية: Mariah Bell)‏ هي متزلجة فنية أمريكية، ولدت في 18 أبريل 1996 في تلسا في الولايات المتحدة.

## وصلات خارجية
- ماريا بيل على موقع الاتحاد الدولي للتزلج (الإنجليزية)
- ماريا بيل على موقع اللجنة الأولمبية الدولية (الإنجليزية)
- ماريا بيل على موقع أوليمبيديا (الإنجليزية)
- ماريا بيل على موقع اللجنة الأولمبية والبارالمبية الأمريكية (الإنجليزية)